# Live Forever (Oasis)
Live Forever è una canzone della band inglese Oasis. Scritta dal chitarrista Noel Gallagher, è stata pubblicata come terzo singolo dall'album di debutto del gruppo, Definitely Maybe, l'8 agosto 1994.
Fu il primo singolo del gruppo a entrare nella top 10 nel Regno Unito e la canzone con cui il gruppo iniziò a farsi conoscere nell'ambito del panorama musicale britannico.
Un sondaggio condotto tra i lettori del rivista Q nell'ottobre 2006 ha nominato Live Forever "canzone più bella di tutti i tempi". Nel 2007 anche la rivista NME l'ha piazzata al primo posto della classifica dei "50 migliori inni indie di tutti i tempi". Nel maggio 2012 Live Forever è stata nominata la "miglior canzone britannica di sempre" dagli ascoltatori della radio inglese Xfm.
La copertina del singolo ritrae la casa di Liverpool dove John Lennon trascorse la propria infanzia, al numero 251 di Menlove Avenue.

## Genesi del brano e registrazione
(Q magazine, agosto 2006)
Noel Gallagher scrisse Live Forever nel 1991, quando lavorava per un'impresa costruttrice della sua città, Manchester. Un infortunio rimediato alla gamba colpita da un tubo lo costrinse a un lavoro meno faticoso, in magazzino, che gli consentiva di avere più tempo a disposizione per scrivere canzoni. Una sera ascoltava l'album Exile on Main St. dei Rolling Stones. Mentre provava un giro di accordi, notò che suonava bene se sovrapposto a una parte vocale della melodia: «È il pezzo di Shine a Light che fa: "May the good Lord shine a light on you"» avrebbe detto poi Gallagher, che mantenne la melodia, cambiando il testo in "Maybe I don't really want to know". Per un certo periodo quel verso rimase l'unica parte della canzone che Noel aveva completato.
Gallagher fece ascoltare la canzone al fratello Liam, che ne rimase talmente impressionato da chiedergli di entrare a far parte della sua band, i Rain, che poi cambiarono nome in Oasis. Il brano giocò un ruolo fondamentale nel convincere la Creation Records a scritturare il gruppo. Ripensando a quando lo sentì per la prima volta, il capo della Creations, Alan McGee, ricorda: "Probabilmente è il singolo momento più bello che abbia mai vissuto con loro".
La versione demo di Live Forever comincia con un'introduzione di chitarra acustica. In sede di registrazione della versione per l'album, il produttore Owen Morris la rimpiazzò con un assolo di batteria di Tony McCarroll. Morris tagliò anche una seconda parte dell'assolo di chitarra elettrica di Noel. Nonostante la contrarietà di quest'ultimo, Morris rimase fermo nella sua scelta, perché pensava che quella parte suonasse "un po' maledettamente come Slash dei Guns N' Roses".
Parlando del brano Noel Gallagher ha dichiarato:

## Video musicale
Per pubblicizzare il brano sono stati prodotti due diversi videoclip, una versione destinata al Regno Unito e un'altra destinata agli USA.
Versione UK
La versione britannica del video, diretta da Carlos Grasso, è ambientata a Strawberry Fields Memorial, un'area del Central Park di New York dedicata a John Lennon. All'inizio del video si vede Liam Gallagher con gli occhiali da sole cantare la canzone seduto su una sedia appesa ad un muro. Il video prosegue con la sepoltura dell'ex batterista del gruppo, Tony McCarroll, da parte di tutti gli altri componenti del gruppo. È una sorta di anticipazione del suo abbandono dalla band, avvenuto qualche mese dopo.
Versione USA
La versione statunitense del video, diretta da Nick Egan, è ambientata in un classico appartamento inglese. Nel video si alternano scene in cui il gruppo suona in un'enorme stanza vuota dell'appartamento con le luci spente, solamente i membri del gruppo vengono illuminati, ad altre in cui troviamo Liam seduto in un ufficio con alle spalle quadri raffiguranti Sid Vicious, Kurt Cobain, Jim Morrison e altre leggende della storia del rock.
Entrambe le versioni del video sono presenti nel Definitely Maybe DVD.

## Promozione
Quando la canzone era eseguita nei concerti, nel maxi schermo posto dietro la band scorrevano alcuni fotogrammi dei grandi della storia, coloro i quali "vivranno per sempre", come dice il titolo del brano. L'ultima diapositiva che era mostrata ritraeva la faccia di John Lennon e, quando compariva, Liam Gallagher lo omaggiava sempre con inchini, come avvenuto durante le esibizioni degli Oasis a Maine Road nell'aprile 1996.

## Tracce
1. Live Forever – 4:38
2. Up In The Sky – 3:32
3. Cloudburst – 5:21
4. Supersonic – 5:13

## Formazione
- Liam Gallagher – voce, tamburello
- Noel Gallagher – chitarra solista, chitarra acustica, cori
- Paul "Bonehead" Arthurs – chitarra ritmica, piano
- Paul "Guigsy" McGuigan – basso
- Tony McCarroll – batteria

## Classifiche
| Classifica (1994/95)          | Posizione massima |
| ----------------------------- | ----------------- |
| Canada                        | 70                |
| Irlanda                       | 17                |
| Nuova Zelanda                 | 43                |
| Regno Unito                   | 10                |
| Stati Uniti (alternative)     | 2                 |
| Stati Uniti (mainstream rock) | 10                |